# Belsh
Belsh es un municipio y villa del condado de Elbasan, en el centro de Albania. El municipio se formó en 2015 mediante la fusión de los antiguos municipios de Belsh, Fierzë, Grekan, Kajan y Rrasë que pasaron a ser unidades municipales. Tiene una población de 19 503 (censo de 2011) y un área total de 196.44 km². La población en sus límites de 2011 era de 8781 habitantes.
A diferencia de la mayoría de los municipios del condado, la unidad administrativa de la capital municipal de Belsh está formada por varias localidades. Además de Belsh, la unidad administrativa incluye los pueblos de Qëndër Çepe, Dushk, Gradisht, Marinëz, Qafë Shkallë, Seferan, Shkëndi, Shkozë, Shtith, Stanaj y Trojas.
La localidad se ubica sobre la carretera SH58, unos 20 km al suroeste de Elbasan.